# Stare Zalesie (Czyżew-Osada)
Pour les articles homonymes, voir Stare Zalesie.
Stare Zalesie est un village de Pologne, situé dans la gmina de Czyżew, dans le Powiat de Wysokie Mazowieckie, dans la voïvodie de Podlachie.

## Source
- (en) Cet article est partiellement ou en totalité issu de l’article de Wikipédia en anglais intitulé « Stare Zalesie, Gmina Czyżew-Osada » (voir la liste des auteurs).